# Championnat d'Équateur de football 1971
Navigation
Saison précédente Saison suivante
La saison 1971 du Championnat d'Équateur de football est la treizième édition du championnat de première division en Équateur. Les seize meilleurs clubs équatoriens sont répartis en deux poules, où ils affrontent leurs adversaires deux fois, à domicile et à l'extérieur. À l'issue de cette première phase, les quatre premiers de chaque poule disputent la Liguilla tandis que les quatre derniers jouent la poule de relégation. Pour permettre la mise en place du nouveau championnat la saison prochaine, seules huit équipes se maintiendront en fin de saison : les six premiers de Liguilla et les deux premiers de la poule de relégation.
C'est le Barcelona Sporting Club, tenant du titre, qui remporte à nouveau la compétition après avoir terminé en tête de la Liguilla, avec un seul point d'avance sur l'América de Quito et trois sur le duo Club Sport Emelec-El Nacioanl. C'est le 5e titre de champion d'Équateur de l'histoire du club.

## Les clubs participants
| - Club Sport Emelec - Barcelona Sporting Club - Club Deportivo El Nacional - Club 9 de Octubre - Deportivo Quito - Deportivo Cuenca - Promu de D2 - Juventud Italiana - Promu de D2 - Norte América - Promu de D2 | - CDU Católica del Ecuador - Club Deportivo Politécnico - Promu de D2 - Brasil Ambato - Promu de D2 - Centro Deportivo Olmedo - Promu de D2 - América de Quito - LDU Quito - LDU Portoviejo - Club Social y Deportivo Macara |

## Compétition
Le barème utilisé pour établir les divers classements est le suivant :
- Victoire : 2 points
- Match nul : 1 point
- Défaite : 0 point

### Première phase

#### Groupe A
| Rang | Équipe                         | Pts | J  | G | N | P  | Bp | Bc | Diff |
| ---- | ------------------------------ | --- | -- | - | - | -- | -- | -- | ---- |
| 1    | Club Sport Emelec              | 21  | 14 | 8 | 5 | 1  | 30 | 12 | +18  |
| 2    | Club Deportivo El Nacional     | 19  | 14 | 8 | 3 | 3  | 27 | 15 | +12  |
| 3    | Deportivo Cuenca P             | 18  | 14 | 7 | 4 | 3  | 21 | 16 | +5   |
| 4    | América de Quito               | 17  | 14 | 7 | 3 | 4  | 24 | 19 | +5   |
| 5    | Club Deportivo Politécnico P   | 12  | 14 | 3 | 6 | 5  | 20 | 19 | +1   |
| 6    | Club Social y Deportivo Macara | 12  | 14 | 4 | 4 | 6  | 22 | 24 | -2   |
| 7    | Juventud Italiana P            | 12  | 14 | 3 | 6 | 5  | 17 | 26 | -9   |
| 8    | Norte América P                | 1   | 14 | 0 | 1 | 13 | 9  | 40 | -31  |

|  | Qualification pour la Liguilla         |
|  | Participation à la poule de relégation |
|  | P : Promu de Segunda Division          |

#### Groupe B
| Rang | Équipe                    | Pts | J  | G | N | P  | Bp | Bc | Diff |
| ---- | ------------------------- | --- | -- | - | - | -- | -- | -- | ---- |
| 1    | CDU Católica del Ecuador  | 21  | 14 | 8 | 3 | 3  | 28 | 13 | +15  |
| 2    | LDU Quito                 | 17  | 14 | 6 | 5 | 3  | 23 | 14 | +9   |
| 3    | Barcelona Sporting Club T | 17  | 14 | 7 | 3 | 4  | 21 | 14 | +7   |
| 4    | LDU Portoviejo            | 16  | 14 | 4 | 8 | 2  | 25 | 19 | +6   |
| 5    | Deportivo Quito           | 13  | 14 | 5 | 3 | 6  | 22 | 25 | -3   |
| 6    | Brasil Ambato P           | 13  | 14 | 5 | 3 | 6  | 10 | 22 | -12  |
| 7    | Club 9 de Octubre         | 12  | 14 | 5 | 2 | 7  | 19 | 26 | -7   |
| 8    | Centro Deportivo Olmedo P | 5   | 14 | 1 | 3 | 10 | 8  | 23 | -15  |

|  | Qualification pour la Liguilla                    |
|  | Participation à la poule de relégation            |
|  | T : Tenant du titre P : Promu de Segunda Division |

### Deuxième phase

#### Liguilla
| Rang | Équipe                     | Pts | J  | G | N | P | Bp | Bc | Diff |
| ---- | -------------------------- | --- | -- | - | - | - | -- | -- | ---- |
| 1    | Barcelona Sporting Club T  | 18  | 14 | 6 | 6 | 2 | 20 | 13 | +7   |
| 2    | América de Quito           | 17  | 14 | 4 | 9 | 1 | 18 | 11 | +7   |
| 3    | Club Sport Emelec          | 15  | 14 | 4 | 7 | 3 | 12 | 9  | +3   |
| 4    | Club Deportivo El Nacional | 15  | 14 | 5 | 5 | 4 | 18 | 17 | +1   |
| 5    | CDU Católica del Ecuador   | 13  | 14 | 4 | 5 | 5 | 17 | 17 | 0    |
| 6    | LDU Quito                  | 13  | 14 | 4 | 5 | 5 | 13 | 14 | -1   |
| 7    | Deportivo Cuenca P         | 13  | 14 | 2 | 9 | 3 | 8  | 12 | -4   |
| 8    | LDU Portoviejo             | 8   | 14 | 2 | 4 | 8 | 14 | 27 | -13  |

|  | Qualification pour la Copa Libertadores 1972 |
|  | Relégation en deuxième division              |
|  | T : Tenant du titre                          |

#### Poule de relégation
Seuls les deux premiers de la poule se maintiennent en première division.
| Rang | Équipe                         | Pts | J  | G | N | P | Bp | Bc | Diff |
| ---- | ------------------------------ | --- | -- | - | - | - | -- | -- | ---- |
| 1    | Club Social y Deportivo Macara | 18  | 14 | 7 | 4 | 3 | 23 | 12 | +11  |
| 2    | Centro Deportivo Olmedo P      | 17  | 14 | 6 | 5 | 3 | 24 | 17 | +7   |
| 3    | Club 9 de Octubre              | 17  | 14 | 7 | 3 | 4 | 23 | 18 | +5   |
| 4    | Deportivo Quito                | 16  | 14 | 6 | 4 | 4 | 25 | 16 | +9   |
| 5    | Club Deportivo Politécnico P   | 13  | 14 | 5 | 3 | 6 | 29 | 27 | +2   |
| 6    | Juventud Italiana P            | 13  | 14 | 4 | 5 | 5 | 18 | 26 | -8   |
| 7    | Norte América P                | 12  | 14 | 5 | 2 | 7 | 14 | 22 | -8   |
| 8    | Brasil Ambato P                | 6   | 14 | 1 | 4 | 9 | 10 | 28 | -18  |

|  | Relégation directe en Segunda Division |
|  | P : Promu de Segunda Division          |

## Bilan de la saison
| Championnat d'Équateur de football 1971 | |
| Champion                                | Barcelona Sporting Club (5e titre) |
| Qualifications continentales            | |
| Copa Libertadores 1972                  | Barcelona Sporting Club |
| Copa Libertadores 1972                  | América de Quito |
| Promotions et relégations               | |
| Promus en Primera División              | Aucun |
| Relégués en Segunda División            | Deportivo Cuenca LDU Portoviejo Brasil Ambato Norte América Juventud Italiana Club Deportivo Politécnico Deportivo Quito Club 9 de Octubre |